# Tournoi féminin de football aux Jeux olympiques d'été de 2008
Pour un article plus général, voir Football aux Jeux olympiques d'été de 2008.
Navigation
Athènes 2004 Londres 2012
Le tournoi féminin de football aux Jeux olympiques d'été de 2008 est la quatrième édition du tournoi féminin de football des Jeux olympiques et se tient à Pékin et dans quatre autres villes de Chine, du 6 au 21 août 2008.
Les fédérations affiliées à la FIFA participent par le biais de leur équipe féminine aux épreuves de qualification. Onze équipes rejoignent ainsi la Chine, nation hôte de la compétition, pour s'affronter lors du tournoi olympique. Contrairement au tournoi masculin, il n'y a pas de restriction d'âge pour participer à la compétition.

## Préparation de l'événement

### Désignation du pays hôte
La commission exécutive du Comité international olympique a désigné le 20 août 2000 cinq villes acceptées comme villes candidates parmi une liste de dix villes qui souhaitée être candidate. Les cinq villes retenues (Paris, Pékin, Istanbul, Osaka et Toronto) ont alors entamé la deuxième phase de la procédure.
Le 13 juillet 2001, à Moscou, après avoir étudié les dossiers de chaque ville, le jury désigne Pékin comme ville hôte des Jeux olympiques de 2008 au terme de quatre tours de scrutin. Lors du dernier tour, la capitale chinoise devance de 34 voix Toronto, la plus grande ville du Canada.

### Villes et stades retenus
Cinq stades ont été retenus pour organiser cette compétition :
| Shanghai | Pékin                | Tianjin                     |
| --- | -------------------- | --------------------------- |
| Stade de Shanghai                                                                                             | Stade des ouvriers   | Centre olympique de Tianjin |
| 56 842 places                                                                                                 | 66 161 places        | 54 696 places               |
| Stade de Shanghai                                                                                             |                      | Centre olympique de Tianjin |
| \| Stade de Shanghai Stade des ouvriers Centre olympique de Tianjin Stade de Shenyang Stade de Qinhuangdao \| |                      |                             |
| Shenyang | Qinhuangdao          |                             |
| Stade de Shenyang                                                                                             | Stade de Qinhuangdao |                             |
| 60 000 places                                                                                                 | 33 572 places        |                             |
| |                      |                             |
| Stade de Shanghai Stade des ouvriers Centre olympique de Tianjin Stade de Shenyang Stade de Qinhuangdao       |                      |                             |

## Acteurs du tournoi féminin de football des jeux olympiques

### Équipes qualifiées

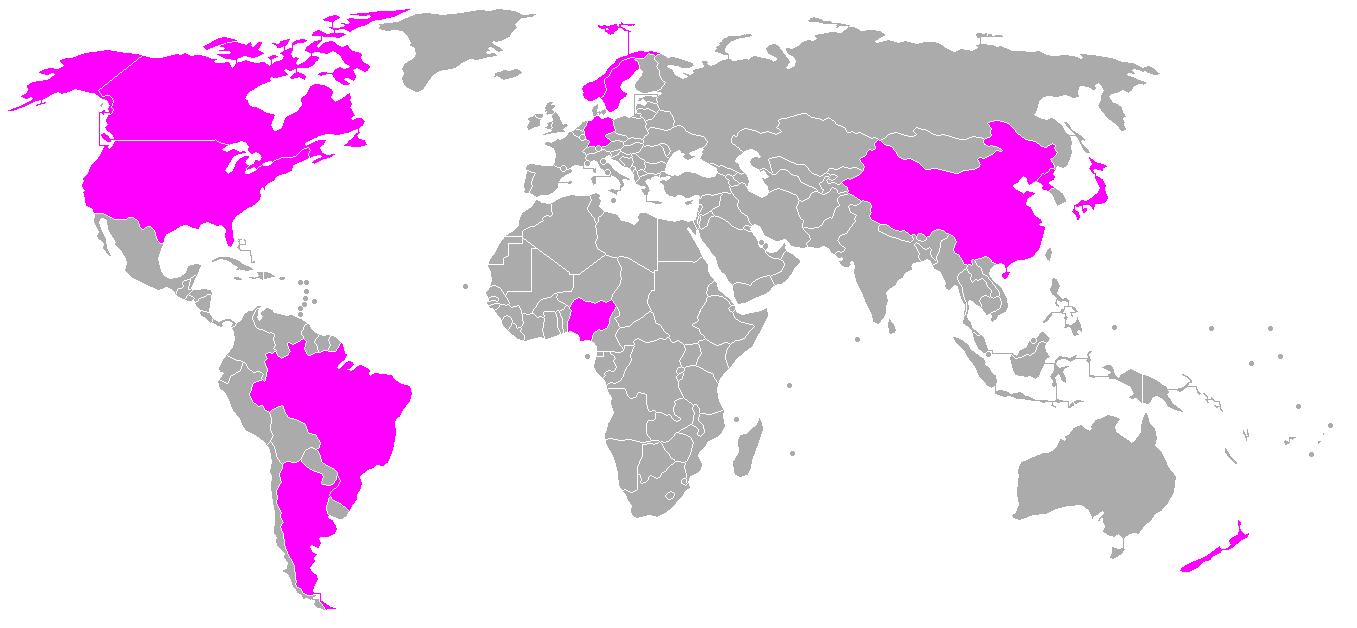
Équipes qualifiées pour le tournoi final

Chaque Comité national olympique peut engager une seule équipe dans la compétition.
Les épreuves qualificatives du tournoi féminin de football des jeux olympiques se déroulent d'août 2006 à avril 2008. En tant que pays hôte, la Chine est qualifiée d'office, tandis que les autres équipes passent par différends modes de qualifications continentales.
La plupart des confédérations utilisent un format de tournois pré-olympiques pour déterminer les équipes qualifiées, comme l'AFC, la CAF, la CONCACAF et l'OFC. Il y a cependant deux exceptions, pour l'UEFA, dont les trois meilleures équipes européennes de la Coupe du monde 2007 sont qualifiées, et la CONMEBOL, qui qualifie le vainqueur du Sudamericano Femenino 2006. La dernière place est disputée dans un barrage entre le deuxième du Tournoi pré-olympique de la CAF et du Sudamericano Femenino 2006.
| Tournoi qualificatif                                | Date              | Lieu          | Places | Qualifiés        | App. |
| --------------------------------------------------- | ----------------- | ------------- | ------ | ---------------- | ---- |
| Pays organisateur                                   |                   |               | 1      | Chine            | 5e   |
| Sudamericano Femenino 2006                          | 26 novembre 2006  | Argentine     | 2      | Argentine        | 1re  |
| Coupe du monde féminine de la FIFA 2007 (zone UEFA) | 30 septembre 2007 | Chine         | 2*     | Allemagne        | 4e   |
| Coupe du monde féminine de la FIFA 2007 (zone UEFA) | 30 septembre 2007 | Chine         | 2*     | Norvège          | 3e   |
| Tournoi pré-olympique de l'AFC                      | 12 août 2007      | Itinérant     | 2      | Japon            | 3e   |
| Tournoi pré-olympique de l'AFC                      | 12 août 2007      | Itinérant     | 2      | Corée du Nord    | 1re  |
| Tournoi pré-olympique de la CAF                     | 15 mars 2008      | Itinérant     | 1      | Nigeria          | 3e   |
| Tournoi pré-olympique de la CONCACAF                | 9 avril 2008      | Ciudad Juárez | 2      | États-Unis       | 4e   |
| Tournoi pré-olympique de la CONCACAF                | 9 avril 2008      | Ciudad Juárez | 2      | Canada           | 1re  |
| Tournoi pré-olympique de l'OFC                      | 8 mars 2008       | Port Moresby  | 1      | Nouvelle-Zélande | 1re  |
| Barrage UEFA                                        | 28 novembre 2007  | Solna         | 1      | Suède            | 5e   |
| Barrage CAF-CONMEBOL                                | 19 avril 2009     | Pékin         | 1      | Brésil           | 5e   |

- L'équipe d'Angleterre, quart de finaliste de la Coupe du monde et troisième équipe européenne, ne peut pas participer aux Jeux olympiques, la nation y étant représentée uniquement sous les couleurs britanniques. Un barrage opposant les deux dernières équipes européennes du mondial, le Danemark et Suède, est organisé pour attribuer la troisième place européenne.

### Arbitres officiels
| Confédération | Arbitres                                       | Assistants                                                                           |
| ------------- | ---------------------------------------------- | ------------------------------------------------------------------------------------ |
| AFC           | Hong Eun-ah Pannipar Kamnueng Liu Hongjuan     | Sarah Ho Jacqueline Leleu Daw Kaw Ja Liu Hsiu-mei Shamsuri Widiya Habibah Niu Huijun |
| CAF           | Deidre Michell                                 | Nomvula Masilela Tempa Ndah                                                          |
| CONCACAF      | Shane de Silva Diane Ferreira-James Kari Seitz | Milena López Cindy Mohammed Mayte Chávez Rita Muñoz Marlene Duffy Veronica Perez     |

| Confédération | Arbitres                                                      | Assistants |
| ------------- | ------------------------------------------------------------- | --- |
| CONMEBOL      | Estela Alvarez                                                | Marlene Leyton María Rocco |
| UEFA          | Christine Beck Nicole Petignat Dagmar Damková Jenny Palmqvist | Inka Müller María Luisa Villa Gutiérrez Cristina Cini Karine Vives Solana Helen Caro Irina Mirt Katarzyna Nadolska Hege Steinlund |

### Joueuses
Le tournoi féminin est un tournoi international sans aucune restriction d'âge. Chaque nation doit présenter une équipe de 18 joueuses titulaires et de 3 joueuses réservistes.

## Déroulement du tournoi
Tirage au sort
Les chapeaux sont composés selon des critères géographiques pour respecter la limite par groupe d'une nation par continent.
Répartition des chapeaux avant tirage :
| Pot 1                           | Pot 2                          | Pot 3                         | Pot 4                                    |
| ------------------------------- | ------------------------------ | ----------------------------- | ---------------------------------------- |
| - Chine - Japon - Corée du Nord | - Canada - Brésil - États-Unis | - Allemagne - Norvège - Suède | - Argentine - Nigeria - Nouvelle-Zélande |

### Premier tour
Les douze équipes sont réparties en trois groupes de quatre. Chacune affronte les trois autres de son groupe. À l'issue des trois journées, les deux premières de chaque groupe, soit six au total, se qualifient pour les quarts de finale, ainsi que les deux meilleures troisièmes.

#### Groupe E
Classement
| Rang | Équipe    | Pts | J | G | N | P | Bp | Bc | Diff |
| ---- | --------- | --- | - | - | - | - | -- | -- | ---- |
| 1    | Chine     | 7   | 3 | 2 | 1 | 0 | 5  | 2  | +3   |
| 2    | Suède     | 6   | 3 | 2 | 0 | 1 | 4  | 3  | +1   |
| 3    | Canada    | 4   | 3 | 1 | 1 | 1 | 4  | 4  | 0    |
| 4    | Argentine | 0   | 3 | 0 | 0 | 3 | 1  | 5  | -4   |

|  | Qualifié pour le deuxième tour de la compétition.                                                                  |
|  | Pts points ; G victoires ; N match nuls ; P défaites Bp buts marqués ; Bc buts encaissés ; Diff différence de buts |

1re journée
| 6 août 2008 | Argentine            | 1-2   | Canada                              | Centre olympique de Tianjin, Tianjin            |                                                 |
| 17h00 CST   | 85e Ludmila Manicler | (0-1) | 27e Candace Chapman · 72e Kara Lang | Spectateurs : 23 201 Arbitrage : Christine Beck | Spectateurs : 23 201 Arbitrage : Christine Beck |
| 17h00 CST   | Rapport              |       |                                     | Spectateurs : 23 201 Arbitrage : Christine Beck | Spectateurs : 23 201 Arbitrage : Christine Beck |

| 6 août 2008 | Chine                     | 2-1   | Suède             | Centre olympique de Tianjin, Tianjin         |                                              |
| 19h45 CST   | 6e Xu Yuan · 72e Han Duan | (1-1) | 38e Lotta Schelin | Spectateurs : 37 902 Arbitrage : Hong Eun-ah | Spectateurs : 37 902 Arbitrage : Hong Eun-ah |
| 19h45 CST   | Rapport                   |       |                   | Spectateurs : 37 902 Arbitrage : Hong Eun-ah | Spectateurs : 37 902 Arbitrage : Hong Eun-ah |

2e journée
| 9 août 2008 | Suède             | 1-0   | Argentine | Centre olympique de Tianjin, Tianjin                  |                                                       |
| 17h00 CST   | 57e Nilla Fischer | (0-0) |           | Spectateurs : 38 293 Arbitrage : Diane Ferreira-James | Spectateurs : 38 293 Arbitrage : Diane Ferreira-James |
| 17h00 CST   | Rapport           |       |           | Spectateurs : 38 293 Arbitrage : Diane Ferreira-James | Spectateurs : 38 293 Arbitrage : Diane Ferreira-James |

| 9 août 2008 | Canada                 | 1-1   | Chine       | Centre olympique de Tianjin, Tianjin            |                                                 |
| 19h45 CST   | 34e Christine Sinclair | (1-1) | 36e Xu Yuan | Spectateurs : 52 600 Arbitrage : Dagmar Damková | Spectateurs : 52 600 Arbitrage : Dagmar Damková |
| 19h45 CST   | Rapport                |       |             | Spectateurs : 52 600 Arbitrage : Dagmar Damková | Spectateurs : 52 600 Arbitrage : Dagmar Damková |

3e journée
| 12 août 2008 | Chine                       | 2-0   | Argentine | Stade de Qinhuangdao, Qinhuangdao                |                                                  |
| 19h45 CST    | 52e Han Duan · 90e Gu Yasha | (0-0) |           | Spectateurs : 31 942 Arbitrage : Nicole Petignat | Spectateurs : 31 942 Arbitrage : Nicole Petignat |
| 19h45 CST    | Rapport                     |       |           | Spectateurs : 31 942 Arbitrage : Nicole Petignat | Spectateurs : 31 942 Arbitrage : Nicole Petignat |

| 12 août 2008 | Suède                                 | 2-1   | Canada               | Stade des ouvriers, Pékin                          |                                                    |
| 19h45 CST    | 19e Lotta Schelin · 51e Lotta Schelin | (1-0) | 63e Melissa Tancredi | Spectateurs : 51 112 Arbitrage : Pannipar Kamnueng | Spectateurs : 51 112 Arbitrage : Pannipar Kamnueng |
| 19h45 CST    | Rapport                               |       |                      | Spectateurs : 51 112 Arbitrage : Pannipar Kamnueng | Spectateurs : 51 112 Arbitrage : Pannipar Kamnueng |

#### Groupe F
Classement
| Rang | Équipe        | Pts | J | G | N | P | Bp | Bc | Diff |
| ---- | ------------- | --- | - | - | - | - | -- | -- | ---- |
| 1    | Brésil        | 7   | 3 | 2 | 1 | 0 | 5  | 2  | +3   |
| 2    | Allemagne     | 7   | 3 | 2 | 1 | 0 | 2  | 0  | +2   |
| 3    | Corée du Nord | 3   | 3 | 1 | 0 | 2 | 2  | 3  | -1   |
| 4    | Nigeria       | 0   | 3 | 0 | 0 | 3 | 1  | 5  | -4   |

|  | Qualifié pour le deuxième tour de la compétition.                                                                  |
|  | Pts points ; G victoires ; N match nuls ; P défaites Bp buts marqués ; Bc buts encaissés ; Diff différence de buts |

1re journée
| 6 août 2008 | Allemagne | 0-0   | Brésil | Stade de Shenyang, Shenyang                 |                                             |
| 17h00 CST   |           | (0-0) |        | Spectateurs : 20 703 Arbitrage : Kari Seitz | Spectateurs : 20 703 Arbitrage : Kari Seitz |
| 17h00 CST   | Rapport   |       |        | Spectateurs : 20 703 Arbitrage : Kari Seitz | Spectateurs : 20 703 Arbitrage : Kari Seitz |

| 6 août 2008 | Corée du Nord     | 1-0   | Nigeria | Stade de Shenyang, Shenyang                     |                                                 |
| 19h45 CST   | 27e Kim Kyong-hwa | (1-0) |         | Spectateurs : 24 084 Arbitrage : Shane da Silva | Spectateurs : 24 084 Arbitrage : Shane da Silva |
| 19h45 CST   | Rapport           |       |         | Spectateurs : 24 084 Arbitrage : Shane da Silva | Spectateurs : 24 084 Arbitrage : Shane da Silva |

2e journée
| 9 août 2008 | Nigeria | 0-1   | Allemagne             | Stade de Shenyang, Shenyang                      |                                                  |
| 17h00 CST   |         | (0-0) | 65e Kerstin Stegemann | Spectateurs : 19 266 Arbitrage : Jenny Palmqvist | Spectateurs : 19 266 Arbitrage : Jenny Palmqvist |
| 17h00 CST   | Rapport |       |                       | Spectateurs : 19 266 Arbitrage : Jenny Palmqvist | Spectateurs : 19 266 Arbitrage : Jenny Palmqvist |

| 9 août 2008 | Brésil                  | 2-1   | Corée du Nord  | Stade de Shenyang, Shenyang                 |                                             |
| 19h45 CST   | 14e Daniela · 23e Marta | (2-0) | 90e Ri Kum-suk | Spectateurs : 19 616 Arbitrage : Niu Huijun | Spectateurs : 19 616 Arbitrage : Niu Huijun |
| 19h45 CST   | Rapport                 |       |                | Spectateurs : 19 616 Arbitrage : Niu Huijun | Spectateurs : 19 616 Arbitrage : Niu Huijun |

3e journée
| 12 août 2008 | Corée du Nord | 0-1   | Allemagne       | Centre olympique de Tianjin, Tianjin                  |                                                       |
| 17h00 CST    |               | (0-0) | 86e Anja Mittag | Spectateurs : 12 387 Arbitrage : Diane Ferreria-James | Spectateurs : 12 387 Arbitrage : Diane Ferreria-James |
| 17h00 CST    | Rapport       |       |                 | Spectateurs : 12 387 Arbitrage : Diane Ferreria-James | Spectateurs : 12 387 Arbitrage : Diane Ferreria-James |

| 12 août 2008 | Nigeria                     | 1-3   | Brésil                                          | Stade des ouvriers, Pékin                    |                                              |
| 17h00 CST    | 19e (pen.) Perpetua Nkwocha | (1-3) | 34e Cristiane · 35e Cristiane · 45+3e Cristiane | Spectateurs : 51 112 Arbitrage : Hong Eun-ah | Spectateurs : 51 112 Arbitrage : Hong Eun-ah |
| 17h00 CST    | Rapport                     |       |                                                 | Spectateurs : 51 112 Arbitrage : Hong Eun-ah | Spectateurs : 51 112 Arbitrage : Hong Eun-ah |

#### Groupe G
Classement
| Rang | Équipe           | Pts | J | G | N | P | Bp | Bc | Diff |
| ---- | ---------------- | --- | - | - | - | - | -- | -- | ---- |
| 1    | États-Unis       | 6   | 3 | 2 | 0 | 1 | 5  | 2  | +3   |
| 2    | Norvège          | 6   | 3 | 2 | 0 | 1 | 4  | 5  | -1   |
| 3    | Japon            | 4   | 3 | 1 | 1 | 1 | 7  | 4  | +3   |
| 4    | Nouvelle-Zélande | 1   | 3 | 0 | 1 | 2 | 2  | 7  | -5   |

|  | Qualifié pour le deuxième tour de la compétition.                                                                  |
|  | Pts points ; G victoires ; N match nuls ; P défaites Bp buts marqués ; Bc buts encaissés ; Diff différence de buts |

1re journée
| 6 août 2008 | Japon                                                                  | 2-2   | Nouvelle-Zélande                           | Stade de Qinhuangdao, Qinhuangdao                |                                                  |
| 17h00 CST   | 72e (pen.) Aya Miyama · 86e Homare Sawa                                | (0-1) | 37e Kirsty Yallop · 56e (pen.) Amber Hearn | Spectateurs : 10 270 Arbitrage : Deidre Mitchell | Spectateurs : 10 270 Arbitrage : Deidre Mitchell |
| 17h00 CST   | « Rapport »(Archive.org • Wikiwix • Archive.is • Google • Que faire ?) |       |                                            | Spectateurs : 10 270 Arbitrage : Deidre Mitchell | Spectateurs : 10 270 Arbitrage : Deidre Mitchell |

| 6 août 2008 | Norvège                                 | 2-0   | États-Unis | Stade de Qinhuangdao, Qinhuangdao                |                                                  |
| 19h45 CST   | 2e Leni Larsen Kaurin · 4e Melissa Wiik | (2-0) |            | Spectateurs : 17 673 Arbitrage : Nicole Petignat | Spectateurs : 17 673 Arbitrage : Nicole Petignat |
| 19h45 CST   | Rapport                                 |       |            | Spectateurs : 17 673 Arbitrage : Nicole Petignat | Spectateurs : 17 673 Arbitrage : Nicole Petignat |

2e journée
| 9 août 2008 | États-Unis      | 1-0   | Japon | Stade de Qinhuangdao, Qinhuangdao                  |                                                    |
| 17h00 CST   | 27e Carli Lloyd | (1-0) |       | Spectateurs : 16 912 Arbitrage : Pannipar Kamnueng | Spectateurs : 16 912 Arbitrage : Pannipar Kamnueng |
| 17h00 CST   | Rapport         |       |       | Spectateurs : 16 912 Arbitrage : Pannipar Kamnueng | Spectateurs : 16 912 Arbitrage : Pannipar Kamnueng |

| 9 août 2008 | Nouvelle-Zélande                                                       | 0-1   | Norvège         | Stade de Qinhuangdao, Qinhuangdao              |                                                |
| 19h45 CST   |                                                                        | (0-1) | 8e Melissa Wiik | Spectateurs : 7 285 Arbitrage : Estela Alvarez | Spectateurs : 7 285 Arbitrage : Estela Alvarez |
| 19h45 CST   | « Rapport »(Archive.org • Wikiwix • Archive.is • Google • Que faire ?) |       |                 | Spectateurs : 7 285 Arbitrage : Estela Alvarez | Spectateurs : 7 285 Arbitrage : Estela Alvarez |

3e journée
| 12 août 2008 | Norvège          | 1-5   | Japon                                                                                              | Stade de Shanghai, Shanghai                     |                                                 |
| 19h45 CST    | 27e Guro Knutsen | (1-1) | 31e Yukari Kinga · 51e (csc) Gunhild Følstad · 52e Shinobu Ohno · 71e Homare Sawa · 83e Ayumi Hara | Spectateurs : 16 872 Arbitrage : Shane da Silva | Spectateurs : 16 872 Arbitrage : Shane da Silva |
| 19h45 CST    | Rapport          |       | | Spectateurs : 16 872 Arbitrage : Shane da Silva | Spectateurs : 16 872 Arbitrage : Shane da Silva |

| 12 août 2008 | États-Unis                                                                         | 4-0   | Nouvelle-Zélande | Stade de Shenyang, Shenyang                     |                                                 |
| 19h45 CST    | 1re Heather O'Reilly · 43e Amy Rodriguez · 56e Lindsay Tarpley · 60e Angela Hucles | (2-0) |                  | Spectateurs : 12 453 Arbitrage : Dagmar Damková | Spectateurs : 12 453 Arbitrage : Dagmar Damková |
| 19h45 CST    | « Rapport »(Archive.org • Wikiwix • Archive.is • Google • Que faire ?)             |       |                  | Spectateurs : 12 453 Arbitrage : Dagmar Damková | Spectateurs : 12 453 Arbitrage : Dagmar Damková |

#### Classement des troisièmes de groupe
| Rang | Équipe        | Pts | J | G | N | P | Bp | Bc | Diff |
| ---- | ------------- | --- | - | - | - | - | -- | -- | ---- |
| 1    | Japon         | 4   | 3 | 1 | 1 | 1 | 7  | 4  | +3   |
| 2    | Canada        | 4   | 3 | 1 | 1 | 1 | 4  | 4  | 0    |
| 3    | Corée du Nord | 3   | 3 | 1 | 0 | 2 | 2  | 3  | -1   |

|  | Qualifié pour le deuxième tour de la compétition.                                                                  |
|  | Pts points ; G victoires ; N match nuls ; P défaites Bp buts marqués ; Bc buts encaissés ; Diff différence de buts |

Les deux premiers de ce classement comparatif sont repêchés pour compléter le tableau des quarts de finale.

### Tableau final
|  | Quarts de finale     | Quarts de finale     |                |                | Demi-finales           | Demi-finales           |   |  | Finale         | Finale         |
|  | Quarts de finale     | Quarts de finale     |                |                | Demi-finales           | Demi-finales           |   |  | Finale         | Finale         |
|  |                      |                      |                |                |                        |                        |   |  |                |                |
|  | 15 août, Tianjin     | 15 août, Tianjin     |                |                | 18 août, Shanghai      | 18 août, Shanghai      |   |  | 21 août, Pékin | 21 août, Pékin |
|  | 15 août, Tianjin     | 15 août, Tianjin     |                |                | 18 août, Shanghai      | 18 août, Shanghai      |   |  | 21 août, Pékin | 21 août, Pékin |
|  | Brésil               | 2                    |                |                | 18 août, Shanghai      | 18 août, Shanghai      |   |  | 21 août, Pékin | 21 août, Pékin |
|  | Brésil               | 2                    |                |                | 18 août, Shanghai      | 18 août, Shanghai      |   |  | 21 août, Pékin | 21 août, Pékin |
|  | Norvège              | 1                    |                |                | 18 août, Shanghai      | 18 août, Shanghai      |   |  | 21 août, Pékin | 21 août, Pékin |
|  | Norvège              | 1                    | Brésil         | 4              |                        |                        |   |  | 21 août, Pékin | 21 août, Pékin |
|  | 15 août, Shenyang    |                      | Brésil         | 4              |                        |                        |   |  | 21 août, Pékin | 21 août, Pékin |
|  |                      | Allemagne            | 1              |                |                        |                        |   |  | 21 août, Pékin | 21 août, Pékin |
|  | Suède                | Allemagne            | 1              | 0              |                        |                        |   |  | 21 août, Pékin | 21 août, Pékin |
|  | Suède                |                      |                | 0              |                        |                        |   |  | 21 août, Pékin | 21 août, Pékin |
|  | Allemagne            | 2 ap                 |                |                |                        |                        |   |  | 21 août, Pékin | 21 août, Pékin |
|  | Allemagne            | 2 ap                 | Brésil         | 0              |                        |                        |   |  |                |                |
|  | 15 août, Shanghai    |                      | Brésil         | 0              |                        |                        |   |  |                |                |
|  |                      | États-Unis           | 1 ap           |                |                        |                        |   |  |                |                |
|  | Chine                | États-Unis           | 1 ap           | 0              |                        |                        |   |  |                |                |
|  | Chine                | 18 août, Pékin       |                | 0              |                        |                        |   |  |                |                |
|  | Japon                | 2                    |                |                |                        |                        |   |  |                |                |
|  | Japon                | 2                    | Japon          | 2              |                        |                        |   |  |                |                |
|  | 15 août, Qinhuangdao | 15 août, Qinhuangdao | Japon          | 2              | Match pour la 3e place | Match pour la 3e place |   |  |                |                |
|  | 15 août, Qinhuangdao | 15 août, Qinhuangdao |                | États-Unis     | Match pour la 3e place | Match pour la 3e place | 4 |  |                |                |
|  | États-Unis           | 2 ap                 | 21 août, Pékin | 21 août, Pékin |                        |                        | 4 |  |                |                |
|  | États-Unis           | 2 ap                 | 21 août, Pékin | 21 août, Pékin |                        |                        |   |  |                |                |
|  | Canada               | 1                    |                | Allemagne      | 2                      |                        |   |  |                |                |
|  | Canada               | 1                    |                | Allemagne      | 2                      |                        |   |  |                |                |
|  |                      |                      |                |                |                        |                        |   |  | Japon          | 0              |
|  |                      |                      |                |                |                        |                        |   |  | Japon          | 0              |

#### Quarts de finale
| 15 août 2008 | États-Unis                           | 2-1 (a.p.) | Canada                 | Stade de Shanghai, Shanghai                      |                                                  |
| 18h00 CST    | 12e Angela Hucles · 101e Natasha Kai | (1-0)      | 30e Christine Sinclair | Spectateurs : 26 129 Arbitrage : Jenny Palmqvist | Spectateurs : 26 129 Arbitrage : Jenny Palmqvist |
| 18h00 CST    | Rapport                              |            |                        | Spectateurs : 26 129 Arbitrage : Jenny Palmqvist | Spectateurs : 26 129 Arbitrage : Jenny Palmqvist |

| 15 août 2008 | Brésil                  | 2-1   | Norvège                | Centre olympique de Tianjin, Tianjin        |                                             |
| 18h00 CST    | 43e Daniela · 57e Marta | (1-0) | 83e (pen.) Siri Nordby | Spectateurs : 26 174 Arbitrage : Kari Seitz | Spectateurs : 26 174 Arbitrage : Kari Seitz |
| 18h00 CST    | Rapport                 |       |                        | Spectateurs : 26 174 Arbitrage : Kari Seitz | Spectateurs : 26 174 Arbitrage : Kari Seitz |

| 15 août 2008 | Suède   | 0-2 (a.p.) | Allemagne                                     | Stade de Shenyang, Shenyang                     |                                                 |
| 21h00 CST    |         | (0-0)      | 104e Kerstin Garefrekes · 115e Simone Laudehr | Spectateurs : 17 209 Arbitrage : Dagmar Damková | Spectateurs : 17 209 Arbitrage : Dagmar Damková |
| 21h00 CST    | Rapport |            |                                               | Spectateurs : 17 209 Arbitrage : Dagmar Damková | Spectateurs : 17 209 Arbitrage : Dagmar Damková |

| 15 août 2008 | Chine   | 0-2   | Japon                            | Stade de Qinhuangdao, Qinhuangdao               |                                                 |
| 21h00 CST    |         | (0-1) | 15e Homare Sawa · 80e Yūki Ōgimi | Spectateurs : 28 459 Arbitrage : Christine Beck | Spectateurs : 28 459 Arbitrage : Christine Beck |
| 21h00 CST    | Rapport |       |                                  | Spectateurs : 28 459 Arbitrage : Christine Beck | Spectateurs : 28 459 Arbitrage : Christine Beck |

#### Demi-finales
| 18 août 2008 | Brésil                                                  | 4-1   | Allemagne        | Stade de Shanghai, Shanghai                  |                                              |
| 18h00 CST    | 43e Formiga · 49e Cristiane · 53e Marta · 76e Cristiane | (1-1) | 10e Birgit Prinz | Spectateurs : 26 976 Arbitrage : Hong Eun-ah | Spectateurs : 26 976 Arbitrage : Hong Eun-ah |
| 18h00 CST    | Rapport                                                 |       |                  | Spectateurs : 26 976 Arbitrage : Hong Eun-ah | Spectateurs : 26 976 Arbitrage : Hong Eun-ah |

| 18 août 2008 | Japon                                  | 2-4   | États-Unis                                                                       | Stade des ouvriers, Pékin                        |                                                  |
| 21h00 CST    | 16e Shinobu Ohno · 90+3e Eriko Arakawa | (1-2) | 41e Angela Hucles · 44e Lori Chalupny · 70e Heather O'Reilly · 80e Angela Hucles | Spectateurs : 50 937 Arbitrage : Nicole Petignat | Spectateurs : 50 937 Arbitrage : Nicole Petignat |
| 21h00 CST    | Rapport                                |       |                                                                                  | Spectateurs : 50 937 Arbitrage : Nicole Petignat | Spectateurs : 50 937 Arbitrage : Nicole Petignat |

#### Match pour la médaille de bronze
| 21 août 2008 | Allemagne                                   | 2-0   | Japon | Stade des ouvriers, Pékin                        |                                                  |
| 21h00 CST    | 68e Fatmire Bajramaj · 87e Fatmire Bajramaj | (0-0) |       | Spectateurs : 49 285 Arbitrage : Estella Alvares | Spectateurs : 49 285 Arbitrage : Estella Alvares |
| 21h00 CST    | Rapport                                     |       |       | Spectateurs : 49 285 Arbitrage : Estella Alvares | Spectateurs : 49 285 Arbitrage : Estella Alvares |

#### Finale
| 21 août 2008 | Brésil  | 0-1 (a.p.) | États-Unis      | Stade des ouvriers, Pékin                       |                                                 |
| 21h00 CST    |         | (0-0)      | 96e Carli Lloyd | Spectateurs : 51 612 Arbitrage : Dagmar Damková | Spectateurs : 51 612 Arbitrage : Dagmar Damková |
| 21h00 CST    | Rapport |            |                 | Spectateurs : 51 612 Arbitrage : Dagmar Damková | Spectateurs : 51 612 Arbitrage : Dagmar Damková |

## Bilan
Les 12 équipes présentes disputent un total de 26 rencontres dont 18 au premier tour. Un total de 64 buts sont marqués, soit 2,46 par match. L'affluence totale est de 740 014 spectateurs.

### Nombre d'équipes par confédération et par tour
| Confédération | Premier tour | Quarts de finale | Demi-finales | Finale | Victoire |
| ------------- | ------------ | ---------------- | ------------ | ------ | -------- |
| UEFA          | 3            | 3                | 1            |        |          |
| AFC           | 3            | 2                | 1            |        |          |
| CONCACAF      | 2            | 2                | 1            | 1      | 1        |
| CONMEBOL      | 2            | 1                | 1            | 1      |          |
| CAF           | 1            |                  |              |        |          |
| OFC           | 1            |                  |              |        |          |
| Total         | 12           | 8                | 4            | 2      | 1        |

### Classement de la compétition
| Rang | Nation           |
| ---- | ---------------- |
| 1    | États-Unis       |
| 2    | Brésil           |
| 3    | Allemagne        |
| 4    | Japon            |
| 5    | Chine            |
| 6    | Suède            |
| 7    | Norvège          |
| 8    | Canada           |
| 9    | Corée du Nord    |
| 10   | Nouvelle-Zélande |
| 11   | Argentine        |
| 11   | Nigeria          |

### Classement des buteuses
5 buts
- Cristiane

4 buts
- Angela Hucles

3 buts
| - Marta | - Homare Sawa | - Lotta Schelin |

2 buts
| - Fatmire Bajramaj - Daniela - Christine Sinclair | - Xu Yuan - Han Duan - Carli Lloyd | - Heather O'Reilly - Shinobu Ohno - Melissa Wiik |

1 but
| - Kerstin Garefrekes - Simone Laudehr - Anja Mittag - Birgit Prinz - Kerstin Stegemann - Ludmila Manicler - Formiga - Candace Chapman - Kara Lang - Melissa Tancredi | - Gu Yasha - Kim Kyong-hwa - Ri Kum-suk - Lori Chalupny - Natasha Kai - Amy Rodriguez - Lindsay Tarpley - Eriko Arakawa - Aya Miyama - Yuki Nagasato | - Yukari Kinga - Ayumi Hara - Perpetua Nkwocha - Leni Larsen Kaurin - Guro Knutsen - Siri Nordby - Kirsty Yallop - Amber Hearn - Nilla Fischer |

Contre son camp
- Gunhild Følstad (contre le Japon)